# Бронт (Техас)
Бронт (англ. Bronte) — місто (англ. town) в США, в окрузі Коук штату Техас. Населення — 933 особи (2020).

## Географія
Бронт розташований за координатами 31°53′10″ пн. ш. 100°17′44″ зх. д. / 31.88611° пн. ш. 100.29556° зх. д. (31.886068, -100.295451).  За даними Бюро перепису населення США в 2010 році місто мало площу 3,72 км², з яких 3,72 км² — суходіл та 0,00 км² — водойми.

## Демографія
Згідно з переписом 2010 року, у місті мешкало 999 осіб у 393 домогосподарствах у складі 270 родин. Густота населення становила 269 осіб/км².  Було 473 помешкання (127/км²).
Расовий склад населення:
| - 90,2 % — білих - 0,7 % — корінних американців - 0,6 % — чорних або афроамериканців - 0,1 % — вихідців з тихоокеанських островів - 0,1 % — азіатів - 6,0 % — осіб інших рас |

До двох чи більше рас належало 2,3 %. Частка іспаномовних становила 22,3 % від усіх жителів.
За віковим діапазоном населення розподілялося таким чином: 27,9 % — особи молодші 18 років, 51,0 % — особи у віці 18—64 років, 21,1 % — особи у віці 65 років та старші. Медіана віку мешканця становила 41,3 року. На 100 осіб жіночої статі у місті припадало 88,8 чоловіків;  на 100 жінок у віці від 18 років та старших — 83,7 чоловіків також старших 18 років.
Середній дохід на одне домашнє господарство  становив 46 185 доларів США (медіана — 40 536), а середній дохід на одну сім'ю — 60 017 доларів (медіана — 62 596). Медіана доходів становила 36 014 долари для чоловіків та 36 645 доларів для жінок. За межею бідності перебувало 12,0 % осіб, у тому числі 16,1 % дітей у віці до 18 років та 10,5 % осіб у віці 65 років та старших.
Цивільне працевлаштоване населення становило 473 особи. Основні галузі зайнятості: освіта, охорона здоров'я та соціальна допомога — 45,5 %, транспорт — 14,0 %, сільське господарство, лісництво, риболовля — 10,4 %.